# Épervier
Pour les articles homonymes, voir Épervier (homonymie).
Taxons concernés
- Genre concerné :
  - Accipiter
- Espèces :
  - Voir textemodifier

L'épervier est un des rapaces du genre Accipiter, (le terme « épervier » est un nom vernaculaire qui ne correspond pas à un taxon biologique exact). 
Pris comme un concept, sans distinction d'espèce, l'épervier est porteur d'un certain nombre de valeurs symboliques et culturelles en relation avec son mode de chasse, ses capacités de vol ou son dimorphisme sexuel.

## Noms en français et noms scientifiques correspondants

### Noms normalisés
Liste alphabétique des noms normalisés selon la CINFO (2009, complétée en 2014) et Avibase, en regard du nom scientifique valide reconnu par la classification de référence (version 5.2, avril 2015) du Congrès ornithologique international.
- Épervier à collier interrompu – Accipiter collaris
- Épervier à collier roux – Accipiter cirrocephalus
- Épervier à cuisses rousses – Accipiter erythronemius
- Épervier à gorge grise – Accipiter erythrauchen
- Épervier à gorge rayée – Accipiter ventralis
- Épervier à pieds courts – Accipiter brevipes
- Épervier à poitrine blanche – Accipiter chionogaster
- Épervier à poitrine rousse – Accipiter rhodogaster
- Épervier à queue tachetée – Accipiter trinotatus
- Épervier besra – Accipiter virgatus
- Épervier bicolore – Accipiter bicolor
- Épervier brun – Accipiter striatus
- Épervier d'Europe – Accipiter nisus
- Épervier de Cooper – Accipiter cooperii
- Épervier de Cuba – Accipiter gundlachi
- Épervier de Frances – Accipiter francesiae
- Épervier de Hartlaub – Accipiter erythropus
- Épervier de Horsfield – Accipiter soloensis
- Épervier de Madagascar – Accipiter madagascariensis
- Épervier de Nouvelle-Bretagne – Accipiter brachyurus
- Épervier des Célèbes – Accipiter nanus
- Épervier des Nicobar – Accipiter butleri
- Épervier des Ovampos – Accipiter ovampensis
- Épervier du Chili – Accipiter chilensis
- Épervier du Japon – Accipiter gularis
- Épervier menu – Accipiter rufiventris
- Épervier minule – Accipiter minullus
- Épervier nain – Accipiter superciliosus
- Épervier shikra – Accipiter badius

### Noms divers
Liste alphabétique de noms vernaculaires ou de noms vulgaires, non retenus par la CINFO, dont l’usage est attesté. Certains taxons ont plusieurs noms vernaculaires différents.

Note : Cette liste est variable selon les usages et certaines espèces ont parfois d'autres noms encore. Les classifications évoluant encore, les noms scientifiques ont peut-être un autre synonyme valide.
- Épervier ardoisé - Accipiter luteoschistaceus
- Épervier des Andes - voir Épervier à gorge rayée
- Épervier autour - Accipiter gentilis[2]
- Épervier bleu - voir Épervier autour[2]
- Épervier casqué - Accipiter trivirgatus
- Épervier des Célèbes - voir Épervier des Célèbes ou Accipiter griseiceps
- Épervier de Chine - voir Épervier de Horsfield
- Épervier à collier - voir Épervier à collier interrompu
- Épervier de Frances - Accipiter francesii
- Épervier de Guinée - Accipiter toussenelii
- Épervier de Gundlach - voir Épervier de Cuba
- Épervier à manteau noir - Accipiter melanochlamys
- Épervier minuscule - voir Épervier des Célèbes
- Épervier des Moluques - voir Épervier à gorge grise
- Épervier noir et blanc - Accipiter albogularis
- Épervier à pattes rouges - voir Épervier de Hartlaub
- Épervier pie - Accipiter melanoleucus
- Épervier à ventre blanc - Accipiter haplochrous
- Épervier à ventre cendré - Accipiter poliogaster
- Épervier à ventre roux - voir Épervier menu
- Gros Épervier - voir Épervier autour[2]

## Les éperviers dans la culture
Sans distinction d'espèce, même s'il s'agit très certainement dans les textes francophones la plupart du temps de l'Épervier d'Europe (Accipiter nisus), le mot épervier est porteur d'un certain nombre de valeurs culturelles.

### Symbolique
L'épervier est un symbole d'usure, rapacité, promptitude, avidité comme la plupart des oiseaux de proie,. Comme il attaque les plus faibles que lui, on lui prête une cruauté impitoyable. 
Le dimorphisme sexuel donnant à la femelle épervier une taille supérieure au mâle, l'épervier est le symbole des couples dont la femme est dominante.

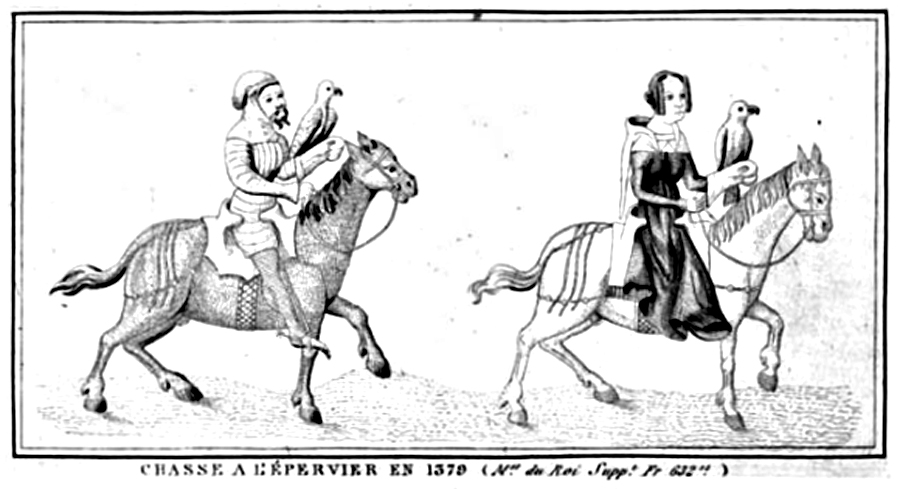
Chasse à l'épervier en 1379, dans le Ménagier de Paris.

Comme le faucon, animal de chasse porté au poing et réservé aux nobles, l'épervier était autrefois un signe de distinction et de noblesse, bien qu'il apparaisse dans les textes des XVIIe et XVIIIe siècles sous le nom de « mouchet » ou « émouchet ».
Dans les légendes bretonnes l'épervier est une créature du Diable avec le chat-huant, la grive ou la chauve-souris alors que Dieu aurait créé les formes positives de ces animaux: l'aigle, le merle, l'hirondelle et l'alouette. On prétend aussi que l'épervier bat des ailes au-dessus de ses proies pour endormir leur méfiance : « Sauvez-vous où vous voudrez / Plus je serai haut, mieux je vous verrai… ».
Dans la Chine ancienne l'épervier est considéré comme la métamorphose du Pigeon ramier et c'est un emblème de l'automne. On retrouve cette opposition pigeon/épervier dans la littérature classique européenne avec la colombe, symbole de paix, versus épervier, symbole de violence : « Et moi qui vous donnais des conseils! C'est le pigeon qui couve un épervier! » (AUGIER, Effrontés, 1861, p.294)
C'est une figure solaire pour les Égyptiens, les Grecs et les Romains. Dans la mythologie de l'Égypte ancienne c'est le dieu Horus, porteur des pouvoirs du soleil. C'est aussi l'un des douze animaux sacrés associés aux douze heures du jour et de la nuit.
C'était également le symbole de la monarchie malgache.
L'Armée de l'air française a choisi l'épervier comme emblème, en 1922, initialement, sur les képis des aviateurs, qui désiraient ainsi marquer l'autonomie de leur arme, alors rattachée à l'Armée de terre. Depuis mars 2010, le logo de cette Armée représente même explicitement un épervier stylisé, au corps gris clair, une aile bleue, une aile rouge, sur fond blanc. Traditionnellement, l'épervier est porté sous la forme d'un insigne métallique doré, sur les calots des militaires de cette arme, au-dessus de l'insigne de grade, le cas échéant. Il apparait également sur les insignes de grade portés sur les pattes d'épaules (chemises, tenues de combat ou "treillis"), fourreaux bleu marine, portant également le grade du militaire. Plusieurs versions d'épervier se sont succédé. Ce symbole est souvent appelé familièrement "charognard" par les militaires de l'Armée de l'air (ou aigle, par erreur ; l'aigle se retrouve néanmoins sur certains insignes d'unités, comme celui de l'école militaire de l'air, homologué en 1947 ou encore, l'insigne de poitrine des commandos parachutistes de l'air), homologué sous le numéro A 690. 
Premier des symboles de l'Armée de l'air, l'épervier apparaît ainsi sur de nombreux insignes d'unités de cette armée : par exemple, du premier insigne de Base de l'école de l'air, le 22 mai 1946 (homologué n° 2123/EMGA, au Répertoire des insignes et blasons de l'Armée de l'air), jusqu'à l'insigne de l'Escadron des Systèmes d'Information et de Communication 82/110, de la base aérienne 110 Creil, homologué n°A 1295, en 1996.

### Les éperviers dans l'art
Dans la littérature
Les 7 vies de l'épervier est une série de bande dessinée de Patrick Cothias aux éditions Glénat.

L'épervier en héraldique: ici « Ecartelé, au I, d'azur, au lion d'or ; au II, d'argent, à l'épervier essorant de sable ; au III, d'or, à la tour d'azur, ouverte de sable ; au IV, de gueules, au renard passant d'or. »

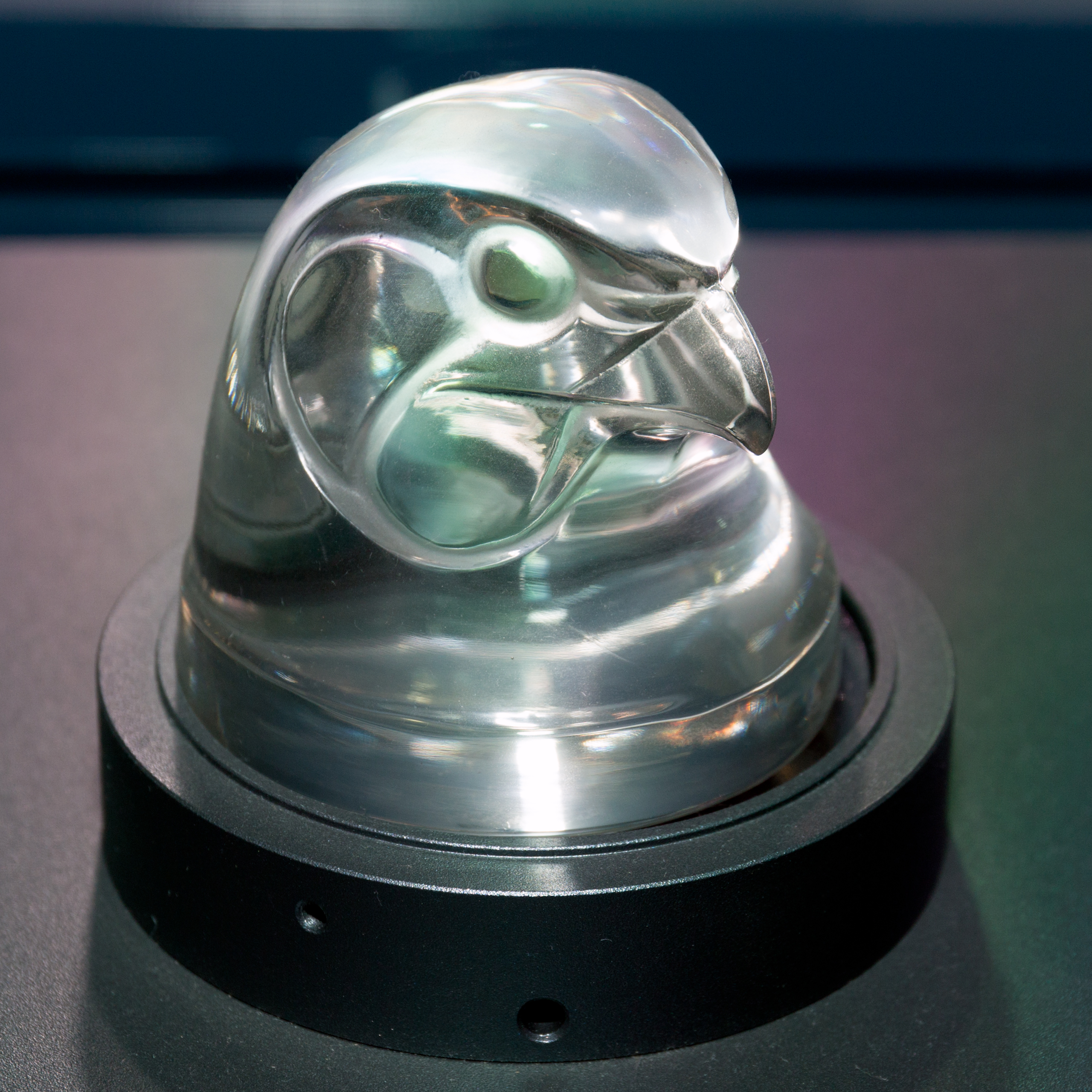
Bouchon de radiateur en verre, tête d'épervier (1928), par René Lalique. Musée Toyota de l'automobile (Japon).